# Arabah
L’Arabah, ou Arava (en arabe : وادي عربة translittéré Wādī ʻAraba, en hébreu : הָֽעֲרָבָה, translittéré Ha'Arava) est une partie de la vallée du rift du Jourdain située entre la mer Morte au nord et le golfe d'Aqaba au sud. Elle forme une partie de la frontière terrestre entre Israël à l'ouest, et la Jordanie à l'est.

## Géographie

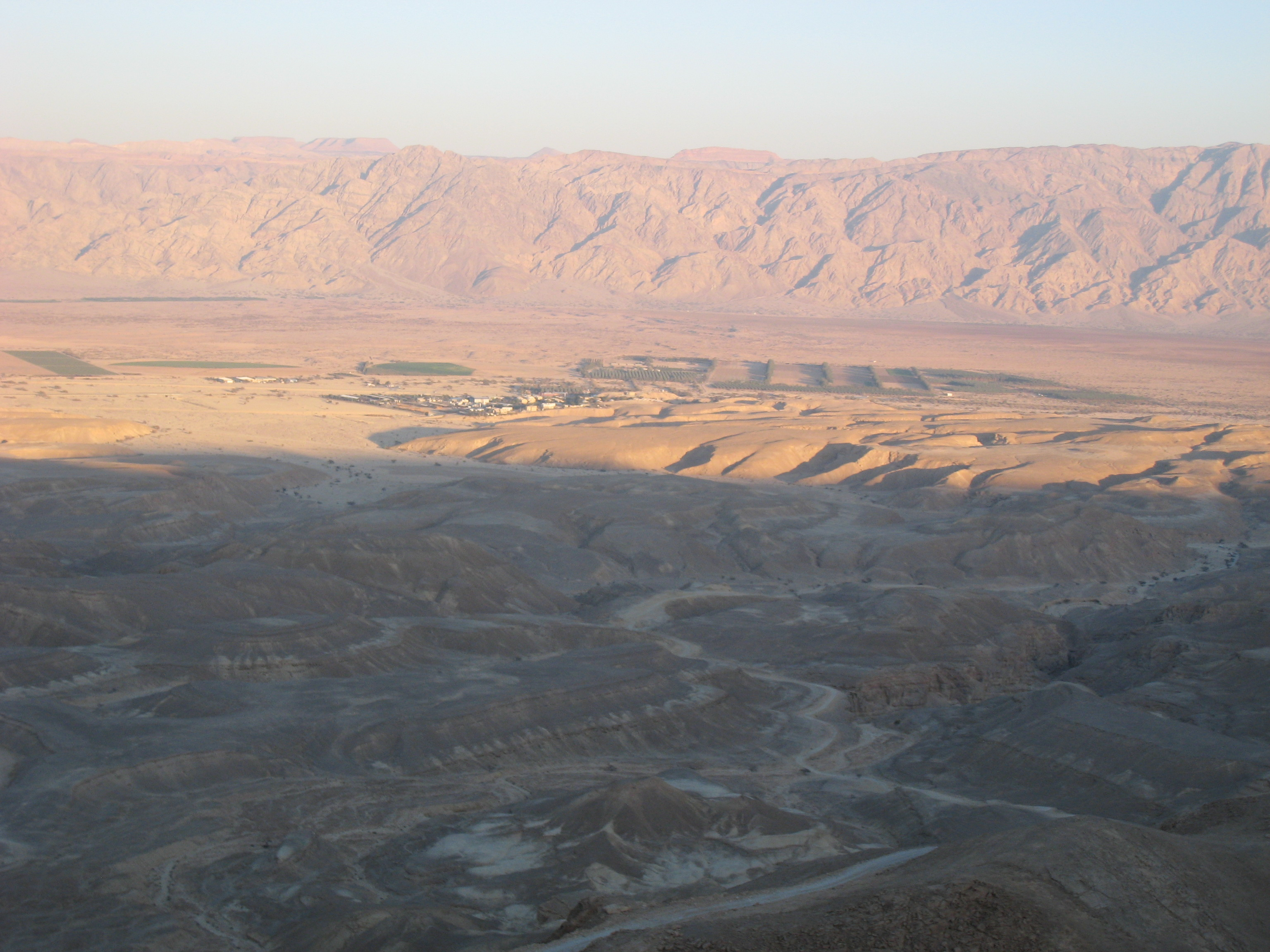
Vue de l'oued Arabah.

L'Arabah est long de 166 km et va du golfe d'Aqaba à la rive sud de la mer Morte. Topographiquement, la région est divisée en trois sections. Du golfe d'Aqaba au nord, le terrain monte sur 77 km, atteignant 230 m d'altitude. De ce point culminant, sur la ligne de partage des eaux de la mer Morte et de la mer Rouge, le terrain descend doucement jusqu’à un point situé à 15 km au sud des rives de la mer Morte. De là, le terrain descend rapidement jusqu’à la mer Morte, qui à 422 m[Quand ?] en dessous du niveau de la mer, est le point émergé le plus bas de la Terre.
Le climat de l'Arabah étant très chaud et sec, il est faiblement peuplé. Il n'y a presque pas d'établissements du côté jordanien et seulement quelques kibboutzim du côté israélien, dont Yotvata et Lotan (en) (Hevel Eilot).

## Histoire
L'Arabah était davantage peuplé dans l'Antiquité ; c'était un centre de production de cuivre. À l'âge du Fer, elle abritait les Édomites. À l'est de l'Arabah on trouvait le territoire des Nabatéens, qui construisirent la ville de Pétra.
Aujourd'hui[Quand ?], du côté israélien on peut trouver le parc national de Timna, connu pour son art rupestre, des mines de cuivre, parmi les plus anciennes au monde, et une falaise tortueuse surnommée « les piliers du roi Salomon ». Du côté jordanien on trouve le Wadi Rum, où fut tourné le film Lawrence d'Arabie.
Les gouvernements israélien et jordanien essaient de promouvoir le développement de la région. Ils prévoient, de manière récurrente, d'apporter de l'eau de la mer Rouge à l'Arabah via un tunnel. Puisque la plus grande partie de l'Arabah est sous le niveau de la mer, l'eau de la mer Rouge pourrait y être désalinisée à moindre coût énergétique, en économisant les coûts de pompage au profit d'un système gravitaire pouvant également générer de l'hydroélectricité.
Le traité de paix israélo-jordanien y fut signé le 26 octobre 1994.